# Surface de Veronese
En géométrie algébrique, la surface de Veronese, étudiée  par Giuseppe Veronese, est une variété algébrique de dimension 2, image par une transformation projective d'un espace projectif à deux dimensions vers un espace à cinq dimensions.
Elle est définie par l'application {\displaystyle \nu :\mathbb {P} ^{2}\to \mathbb {P} ^{5}} (appelée plongement de Veronese)
{\displaystyle \nu :[x:y:z]\mapsto [x^{2}:y^{2}:z^{2}:yz:xz:xy]}
où {\displaystyle [x:\cdots ]} représente les coordonnées homogènes.

## Motivation
La surface de Veronese intervient naturellement dans l’étude des coniques projectives, courbes planes de degré 2 définies par une équation de la forme :
{\displaystyle Ax^{2}+Bxy+Cy^{2}+Dxz+Eyz+Fz^{2}=0.}
L’association entre coefficients {\displaystyle (A,B,C,D,E,F)} et variables {\displaystyle (x,y,z)} est linéaire pour les coefficients et quadratique pour  les variables ; l’application de Veronese la rend linéaire par rapport aux monômes. Ainsi, pour un  point donné {\displaystyle [x:y:z],} la condition qu'une conique le contienne est linéaire entre ces coefficients, formalisant l'idée que passer par un point impose une condition linéaire sur la conique.

## Application de Veronese
L'application de Veronese (définissant la variété de Veronese) généralise cette idée aux applications de degré général d en n+1 variables. C'est-à-dire que l'application de Veronese de degré d est l'application
{\displaystyle \nu _{d}\colon \mathbb {P} ^{n}\to \mathbb {P} ^{m}}
avec m donné par le coefficient de multisensemble, ou plus familièrement par le coefficient binomial, comme :
{\displaystyle m=\left(\!\!{n+1 \choose d}\!\!\right)-1={n+d \choose d}-1.}
L'application envoie {\displaystyle [x_{0}:\ldots :x_{n}]} sur tous les monômes possibles de degré total d (il y en a {\displaystyle m+1}); nous avons {\displaystyle n+1} car il y a {\displaystyle n+1} variables {\displaystyle x_{0},\ldots ,x_{n}} à choisir ; et nous soustrayons {\displaystyle 1} car l'espace projectif {\displaystyle \mathbb {P} ^{m}} a {\displaystyle m+1} coordonnées. La deuxième égalité montre que pour une dimension de la source fixée n, la dimension cible est un polynôme en d de degré n et de coefficient principal {\displaystyle \scriptstyle {\frac {1}{n!}}.} Comme pour {\displaystyle d=0} , on obtient  l'application constante triviale vers {\displaystyle \mathbf {P} ^{0},} et pour  {\displaystyle d=1}, l'application identité sur {\displaystyle \mathbf {P} ^{n},} d est généralement pris pour être 2 ou plus. On peut définir l'application de Veronese de manière indépendante des coordonnées, par
{\displaystyle \nu _{d}:\mathbb {P} (V)\ni [v]\mapsto [v^{d}]\in \mathbb {P} ({\rm {{Sym}^{d}V)}}}
où V est un espace vectoriel de dimension finie, et {\displaystyle {\rm {{Sym}^{d}V}}} est l'espace des puissances symétriques de V de degré d. Cette application est homogène de degré d pour la multiplication scalaire sur V, et passe donc à une application sur les espaces projectifs sous-jacents. Si l'espace vectoriel V est défini sur un corps K qui n'est pas de caractéristique zéro, alors la définition doit être modifiée pour être comprise comme une application vers l'espace dual des polynômes sur V. En effet, pour les corps de caractéristique finie p, les p-ièmes puissances des éléments de V ne sont pas des courbes rationnelles normales (en)(bien qu'elles forment une droite). 

### Courbe rationnelle normale
Pour {\displaystyle n=1,} la variété de Veronese est connue sous le nom de courbe rationnelle normale (en) ; les exemples de bas degré sont bien connus : 
- Pour {\displaystyle d=1} l'application de Veronese est simplement l'application identité sur la droite projective.
- Pour {\displaystyle d=2,} la variété de Veronese est la parabole standard {\displaystyle [x^{2}:xy:y^{2}],} en coordonnées affines {\displaystyle (x,x^{2}).}
- Pour {\displaystyle d=3,} la variété de Veronese est la cubique gauche (en) {\displaystyle [x^{3}:x^{2}y:xy^{2}:y^{3}],} en coordonnées affines {\displaystyle (x,x^{2},x^{3}).}

## Autres propriétés
L'image d'une variété sous l'application de Veronese est à nouveau une variété, plutôt qu'un simple ensemble constructible; de plus, celles-ci sont isomorphes au sens où l'application inverse existe et est régulière (en) – l'application de Veronese est [[birégulière|birégulière (en)]]. Plus précisément, les images des ensembles ouverts dans la topologie de Zariski sont de nouveau ouvertes.
La surface de Veronese est la seule variété de Scorza (en) de dimension 2.